# Micropoecilia minima
Micropoecilia minima är en fiskart som först beskrevs av Costa och Sarraf, 1997.  Micropoecilia minima ingår i släktet Micropoecilia och familjen Poeciliidae. Inga underarter finns listade i Catalogue of Life.